# آلمتوو
آلمتوو (انگلیسی: Almetovo) یک شهرک در شهرستان داولکانوفسکی در استان باشقیرستان کشور روسیه است.